# Nicola Mancino

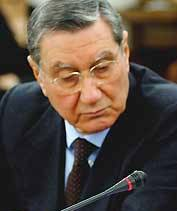
Nicola Mancino.

Nicola Mancino (Montefalcione, 15 oktober 1931) is een Italiaans politicus. Van 1996 tot 2001 was hij de voorzitter van de Italiaanse Senaat. Van 1965 tot 1971 was hij eveneens voorzitter van het regionale parlement van Campania, van 1971 tot 1972 was hij gouverneur van Campania en van 1992 tot 1994 minister van Binnenlandse Zaken.

## Levensloop
Hij werd provinciaal en vervolgens regionaal secretaris van de Democrazia Cristiana, de partij waarvoor hij in 1976 verkozen werd in de Italiaanse Senaat.
Van 1992 tot 1994 was hij minister van Binnenlandse Zaken. Tijdens zijn ministerschap werden de onderzoekrechters Paolo Borsellino en Giovanni Falcone door de Siciliaanse maffia vermoord.
Nadat de DC in 1994 ontbonden werd, trad Mancino toe tot de Partito Popolare Italiano en was de trouwste medewerker van partijvoorzitter Mino Martinazzoli. In juli van hetzelfde jaar verzette hij zich tegen een alliantie met de Forza Italia van Silvio Berlusconi en tegen de verkiezing van Rocco Buttiglione tot de nieuwe partijvoorzitter.
Later werd hij lid van La Margherita, een centrumlinkse alliantie waar de PPI tot behoorde. Nadat deze alliantie geleid door Romano Prodi in 1996 de parlementsverkiezingen won, was hij van 9 mei 1996 tot 29 mei 2001 voorzitter van de Senaat.
Op 24 juli 2006 verliet hij de Senaat om ondervoorzitter van het Consiglio Superiore della Magistratura, de Italiaanse hoge raad van Justitie, en bleef dit tot en met 2 augustus 2010.
Van 15 tot 18 mei 1999 was hij als voorzitter van de Senaat tevens interim-president van Italië.